# Hakan Çalhanoğlu
Hakan Çalhanoğlu (født 8. februar 1994) er en tysk-tyrkisk professionel fodboldspiller, som spiller for Serie A-klubben Inter Milan og Tyrkiets landshold.

## Karriere
Calhanoglu spillede fra 2009-2013 i Karlsruher SC hvor han spillede 50 kampe og scorede 17 mål. I 2012/13 sæsonen blev han kåret til årets fodboldspiller i den tyske 3. liga.
I transfervinduet sommeren 2013 blev han købt af Hamburger SV. Efter et år i HSV, hvor han scorede 11 mål på 32 kampe, skiftede han i sommeren 2014 til Bayer Leverkusen som han spillede for frem til 2017.
Efter 4 år i AC Milan, fra 2017 til 2021 skiftede han til Inter Milan. Dette skifte blev anset som kontroversielt grundet de to klubbers status som lokalrivaler.

## Landshold
Calhanoglu har optrådt på flere af de tyrkiske ungdomslandshold, og har spillet 85 landskampe for det tyrkiske A-landshold 